# Генина, Лиана Соломоновна
Лиана Соломоновна Генина (6 июня 1930, Москва — 20 апреля 2010, Москва) — советский, российский музыковед, журналистка, музыкальный критик.

## Биография
Окончила Московскую консерваторию в 1953 году, аспирантуру — в 1957 году (класс Б. Ярустовского). 
С 1957 по 2010 годы работала в редакции журнала «Советская музыка» (с 1992 года — «Музыкальная академия»), заведовала отделом, с 1972 года — заместитель главного редактора журнала. 
Её деятельность в качестве музыкального критика получила высокую оценку А. Н. Пахмутовой: «особый интерес всегда вызывают статьи Л.Гениной, сочетающие в себе социальный анализ с блестящей публицистикой. Не случайно ее работа о песне получила первую премию Союза композиторов в области критики».
Член Союза композиторов СССР, Союза композиторов России.

## Награды, звания
- Заслуженный деятель искусств РСФСР

## Публикации

### Книги
- Генина Л. Эдгар Оганесян. — М., 1959.
- Генина Л. Музыка и критика: контакты-контрасты. — М.: Сов. композитор, 1978. — 263 с.

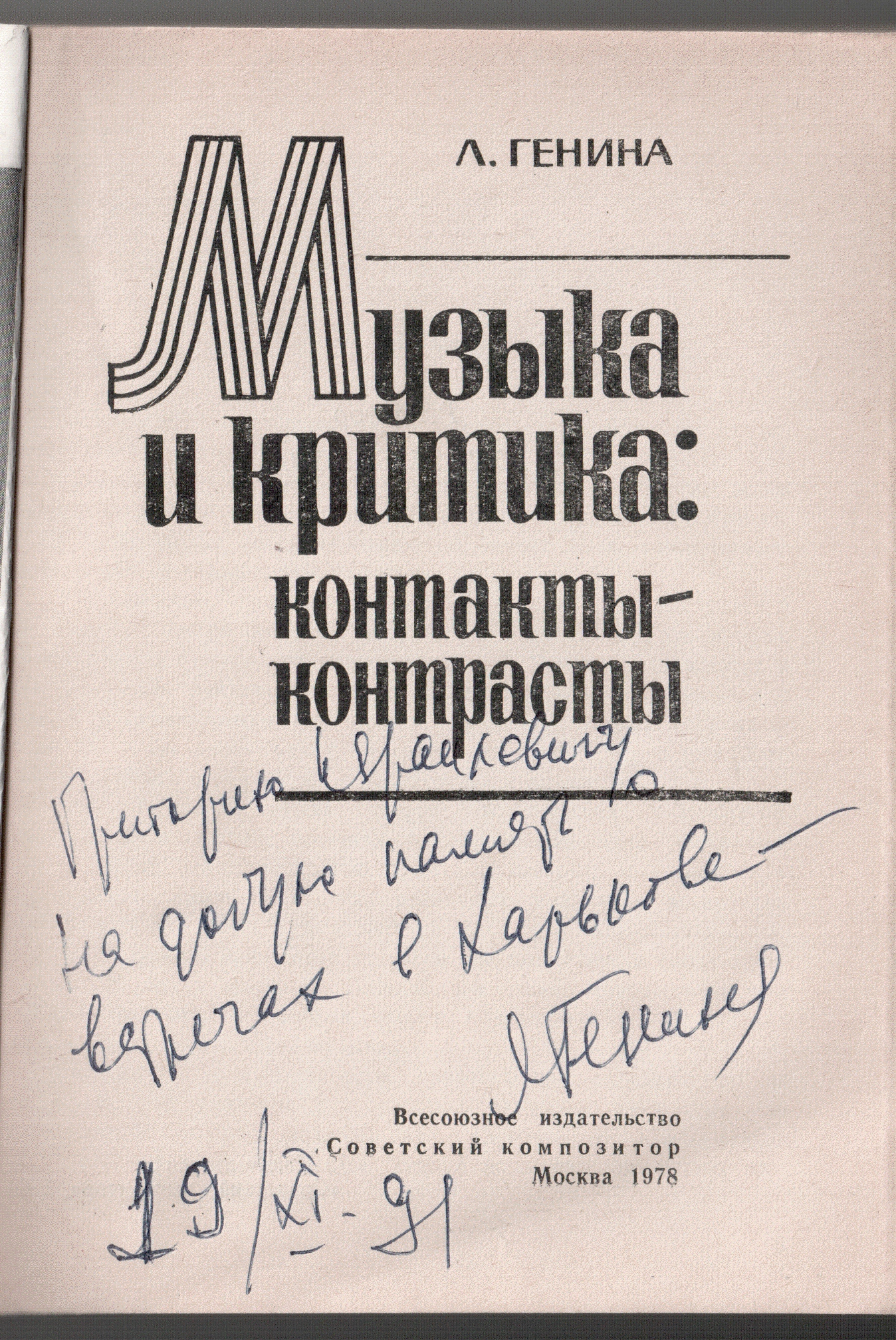

- Генина Л. Бесцензурное двадцатилетие: прощай, критика?: [сборник статей]. —- Москва : Композитор, 2006. — 278 с.

### Статьи
- Заметка об эстетике // Сов. музыка. — 1957. — № 4.
- Заметки о музыкальном образе // Сов. музыка. — 1958. — № 7.
- Тема юности // Сов. музыка. — 1958. — № 11.
- Путешествие в Армению // Сов. музыка. — 1959. — № 8.
- Современная тема в балете // Сов. музыка. — 1959. — № 9.
- К разговору о современности в музыке // Сов. музыка. — 1960. — № 4.
- Простые истины // Сов. музыка. — 1960. — № 8.
- Ровесница Октября // Сов. музыка. — 1961. — № 5.
- Ново, талантливо // Сов. музыка. — 1961. — № 7.
- Учиться у жизни // Сов. музыка. — 1963. — № 10.
- Восхождение // Сов. музыка. — 1964. — № 3.
- Софийские встречи // Сов. музыка. — 1965. — № 4.
- Истина есть процесс… // Сов. музыка. — 1967. — № 6.
- Родион Щедрин: открытия и поиски // Музыкальная жизнь. — 1969. — № 18.
- Ассоциация и образ // Сов. музыка. — 1968. — № 11.
- Ответ перед будущим // Сов. музыка. — 1969. — № 10.
- Я гляжу ей вслед // Сов. музыка. — 1972. — № 94.
- «Анна Каренина», театр чувств // Сов. музыка. — 1972. — № 10.
- Прелюдия по мотивам «Чайки» // Сов. музыка. — 1980. — № 11.
- Течёт река песня // Сов. музыка. — 1984. — № 10.
- Бытие над бытом // Сов. музыка. — 1986. — № 3.
- В правде — сила таланта // Сов. музыка. — 1986. — № 12.
- Если не сейчас, то когда? // Сов. музыка. — 1988. — № 4.